# Moon Baker

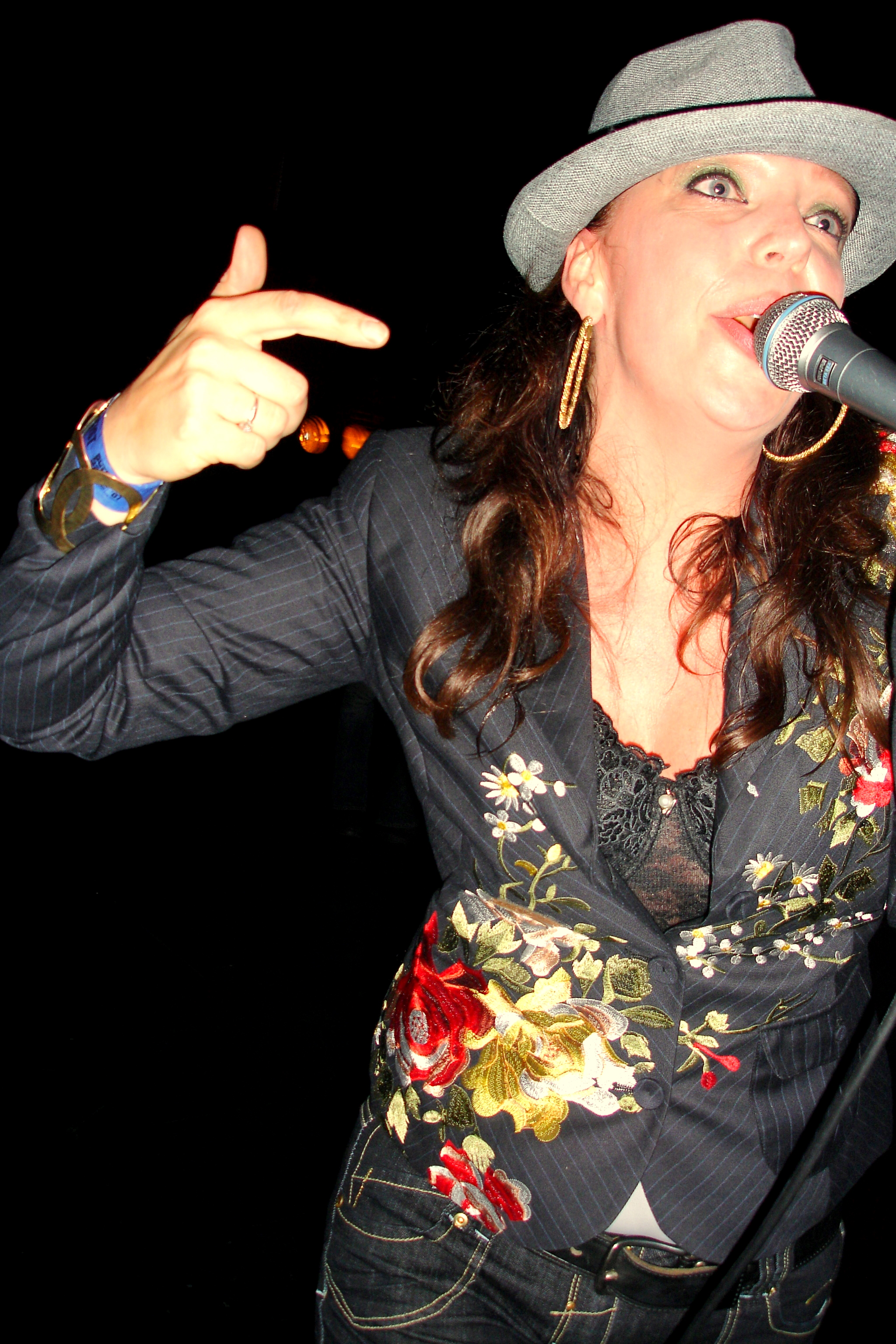
Moon Baker

Moon Baker is de artiestennaam van Monique Bakker (Steenwijk, 6 september 1966) en is een Nederlandse zangeres. Ze zingt soul, jazz, rhythm & blues vermengd met hiphop.

## Carrière
Monique zong in 1995 op het album Speedy Chicken van de jazzdanceformatie Mendoza Dance Parti. Ze zong vervolgens bij de band U-Gene & Oh-Jay. Later volgt ze Trijntje Oosterhuis op als zangeres in Candy Dulfers Funky Stuff, waarmee ze in Europa en Japan toerde. 
 
In 2000 heeft ze als Moon Baker in het voorprogramma van Anouk gestaan. Daarnaast heeft ze opgetreden op Lowlands, Noorderslag, Grote Prijs van Nederland en heeft ze mee gedaan aan de Heineken CrossOverAward. In 2005 was ze met Funky Stuff te horen op het North Sea Jazz Festival samen met Sheila E, Chance Howard en John Blackwell. 
Ze werkte onder andere mee met de New Cool Collective Big Band, de band Tower of Power en artiesten zoals Maceo Parker, Van Morrison en Dave Stewart. In 2004 en 2005 was de zangeres te gast bij de optredens van George Clinton en Bernie Worrell (Parliament/Funkadelic) in Paradiso (Amsterdam).

## Discografie
- 2007 ABC Of Romance, debuutalbum